# Juninho Pernambucano
Antônio Augusto Ribeiro Reis Jr., mer känd under artistnamnet Juninho eller Juninho Pernambucano, född 30 januari 1975 i Recife, Brasilien, är en brasiliansk före detta fotbollsspelare. Han tillbringade det mesta av sin karriär i franska Olympique Lyonnais.
Juninho är känd för att vara en av de främsta frisparksskyttarna någonsin och gjorde under sina år i franska Lyon ett femtiotal mål på frispark.

## Karriär
Juninho växte upp i Brasilien och spelade i lokala klubbar. År 2001 skrev han på för franska Olympique Lyonnais, där han var med och vann sex raka ligaguld (2002-2007). Han har även spelat i Champions League flera år med klubben. Juninho har även varit med i det brasilianska landslaget, där han var med i truppen för VM 2006 i Tyskland. År 2009 skrev han på ett tvåårskontrakt med Qatar-klubben Al-Gharafa. Den 3 februari 2014 meddelade Juninho att han avslutar sin spelarkarriär.

## Meriter
- Fransk ligamästare med Olympique Lyonnais (6 gånger): 2002, 2003, 2004, 2005, 2006 och 2007.
- Landslagsmeriter från Brasiliens A-lag inklusive spel i VM 2006 i Tyskland.